# Borago
Borago és un gènere de plantes amb flors dins la família Boraginaceae. Té cinc espècies. de plantes natives de la regió mediterrània, una d'elles, la borraina, Borago officinalis, està cultivada i naturalitzada arreu del món.

## Descripció
Són plantes herbàcies anuals o perennes amb les fulles alternades i flors en llargues tiges florals. les flors tenen forma d'estrella, de roda o de campana. Són pol·linitzades per abelles i borinots. Els fruits són petits aquenis.

## Distribució
Es troben al sud-oest de la conca del Mediterrani. És un gènere monofilètic i molt proper genèticament al gènere Symphytum.

## Taxonomia
Subgènere Borago amb plantes erectes
- Borago officinalis
- Borago trabutii endèmic de l'Alt atles i Anti-Atles, Marroc.
- Borago longifolia endèmic del nord d'Algèria i Tunísia.

Subgènere Buglossites plantes prostrades i flors brillants en forma de campana
- Borago pygmaea natiu de Còrsega, Sardenya i l'illa de Capraia.
- Borago morisiana endèmic de l'illa de San Pietro al sud-oest de Sardenya.